# Qassimiut
Qassimiut (zastarale Qagssimiut nebo Kagsimiut) je osada v kraji Kujalleq v jižním Grónsku. Osada byla založena v roce 1835 jako obchodní stanice. S počtem 28 obyvatel v roce 2016 je to třetí nejmenší trvale osídlené sídlo v Grónsku.
Až do ledna 2009 patřila osada, stejně jako osady Eqalugaarsuit, Saarloq a 13 ovčích farem, pod obci Qaqortoq. Dne 1. ledna 2009, kdy přestaly existovat obce Narsaq, Qaqortoq a Nanortalik, se osada stala součástí kraje Kujalleq. Tyto osady v současné době řídí společné vypořádání rady, ačkoli Qassimiut v ní nemá přímé zastoupení.